# Gracias (Lempira)
Gracias ist eine Stadt und eine Gemeinde in Honduras. Sie ist die Hauptstadt des Departamento Lempira. 2013 hatte die Stadt 12.697 Einwohner und die Gemeinde hatte eine Einwohnerzahl von 47.622. Die Stadt ist eine der von den Honduranern am meisten besuchten touristischen Städte und hat seit Beginn des letzten Jahrzehnts eine Verbesserung der Infrastruktur erfahren, wie z. B. die Restaurierung ihrer historischen Gebäude wie der Iglesia de la Merced, der Festung San Cristóbal und anderer Gebäude aus der Kolonialzeit.

## Geschichte
Die Stadt wurde im Oktober 1536 unter dem Namen Gracias a Dios von an einem Ort namens Opoa, in der Nähe des Ufers des Flusses Higuito, gegründet. Während der kolonialen Ära des Vizekönigreich Neuspanien war Gracias für die Spanier sehr wichtig und war für eine Zeit lang Sitz der königlichen Gerichtsbarkeiten. Am 14. Januar 1539 wurde die Stadt Gracias a Dios zur Gemeinde ernannt.

## Wirtschaft
Die Stadt verfügt über mehrere Bankfilialen, Restaurants, Märkte, ein Krankenhaus, Universitätszentren, Sekundar-, Grund- und Universitätsschulen, Callcenter, Radiosender, lokale Fernsehsender sowie verschiedene Handwerksgeschäfte. Dies dank der sozioökonomischen Verbesserung durch den nationalen und ausländischen Tourismus. Außerdem verfügt sie über eine 1300 Meter lange Landebahn für Flugzeuge, die am 28. Oktober 2013 eingeweiht wurde.
Die Landwirtschaft ist sowohl auf Subsistenz als auch auf Export ausgerichtet. Die landwirtschaftlichen Kulturen variieren mit der Höhenlage und dem Klima, wobei Mais und Bohnen in niedrigeren Höhenlagen und Obst/Gemüse in höheren Höhenlagen angebaut werden.
Die Entwicklung einer Tourismuswirtschaft wird als Motor der wirtschaftlichen Entwicklung gesehen. Dieser Tourismus basiert auf den historischen und natürlichen Attraktionen der Stadt, einschließlich der kolonialen Kirchen, dem Berg Celaque und den heißen Quellen.